# De god van het vlees
De god van het vlees (Engelse titel: Flesh) is een sciencefictionroman uit 1969 van de Amerikaanse schrijver Philip José Farmer.

## Synopsis
Het verhaal speelt zich af aan het eind van het derde millennium. In 2070 is Pete Stagg er met een ruimteschip op uitgezonden om met dertig collega’s het heelal te verkennen. In 2100 wordt zijn thuisbasis, met dan 10 miljard bewoners, getroffen door een ramp. Om die 10 miljard bewoners van energie te kunnen voorzien heeft men naar het midden van de aarde proberen te boren; hetgeen gigantisch is mislukt. De bevolking is vervolgens uitgedund naar slechts 1 miljard en technologie is nagenoeg verdwenen. Stagg komt na 800 jaar terug en treft een wereld aan die terug is gevallen naar de prehistorische tijd. Hij landt nabij Wahztin, een van de toekomstige versies van het vergane Washington (DC). Men aanbidt De Grote Witte Moeder en is verdeeld over stammen genoemd naar dieren. Gezien zijn naam wordt Stagg gezien als afgezant van de Godin en wel voor de stam van de wapitis. Dit heeft verregaande consequenties voor Stagg; hij wordt zonder het te weten voorzien van een gewei, dat in zijn schedel wordt geïmplanteerd. Dat gewei zorgt er tevens voor dat hij de helft van zijn dag bezig is met voortplanting, al dan niet gewenst. Vele vrouwen worden zijn slachtoffer. Ondertussen is de scheepsbemanning bezig om een nieuw vertrek met het sterrenschip Terra voor te bereiden. Onder leiding van Churchill en professor Calthorp weten zijn het gewei van Stagg te verwijderen, waarna zij weer de ruimte in te gaan. Stagg kan zich daarbij geheel niets herinneren van zijn daden op Aarde. Vraag is welke bevruchte vrouwen meegaan.